# Metropolitano de Suzhou
O Metrô de Suzhou é um sistema de metrô atualmente em construção para servir a cidade de Suzhou, na Jiangsu, na China. A linha 1 está atualmente em construção e Linha 2 está em construção e ambas teram início em 2009. Duas outras linhas também estão previstas para ser concluída por volta de 2020. Quando concluído o sistema total serão 141 km e tem 107 estações.

## Linha 1
A primeira linha, a Linha 1, começou a construção em 26 de dezembro de 2006 e está programado para ser concluído até 2012. É uma linha de leste ao oeste de Lingtian Road no Leste de Suzhou ocidental para Zhongnan Street, no Parque Industrial de Suzhou. Terá 25 km de comprimento com 24 estações.

## Linha 2
A Linha 2 via vai começar a ser construída em 2009. É programada para ser concluída até 2012. Ele irá correr de norte a sul. Ele irá correr em direção ao sul da Estação Ferroviária Pequim-Shangai para o South Outer Ring Road na Zona de Desenvolvimento Económico de Wuzhong.